# 安德烈·施莱费尔
安德烈·施莱费尔（英語：Andrei Shleifer，(/ˈʃlaɪfər/，1961年2月20日—），美国经济学家。1982年获哈佛大学学士学位。1991年以来在哈佛大学任教。施莱弗曾于1999年获约翰·贝茨·克拉克奖。他在三个领域都作出了开创性的贡献：公司财务（公司治理，法律和金融）、金融市场经济学（有效市场的偏差）和过渡期的经济学。